# Петрово бърдо (защитена местност)
Петрово бърдо е защитена местност в България. Намира се в землището на град Батак, област Пазарджик.
Защитената местност е с площ 93,5 хектара. Обявена е на 8 април 1972 г. с цел опазване като историческа местност – място на провеждане на срещи между БКП и партизанския отряд „Антон Иванов“. На 3.04.2003 г. със заповед на министъра на околната среда и водите тази площ е прекатегоризирана като защитена местност с цел опазване на характерен ландшафт.
В защитената местност се забранява:
- извеждането на сечи, освен санитарни и ландшафтни с оглед подобряване санитарното и ландшафтното състояние на обекта. Стопанисването да се извършва съгласно устройствения проект с максимално запазване на природната обстановка;
- пашата на добитък през всяко време;
- откриване на кариери, къртенето на камъни, ваденето на пясък и на други инертни материали, изхвърлянето на сгурия и на промишлени отпадъци, както и всякакви действия, чрез които се нарушава или загрозява природната обстановка в тях.